# Magnus Åhrman
Magnus Åhrman (eller Orman), född före 1640, död 1700 i Borås socken, var en svensk orgelbyggare. Sonen Johan Åhrman var också orgelbyggare.

## Biografi
Från 1666–1667 bodde Åhrman i Östra kvarteret, Kalmar. År 1686–1688 bodde han i Mönsterås köping. År 1697–1699 bodde han i Skara. Åhrman var verksam i Västsverige som orgelbyggare under 1600-talets sista år. Från och med 1690-talet var han verksam i Borås. Han samarbetade med prosten och amatörorgelbyggaren Jonas Rudberus i Lidköping. 1697 arbetade sonen Johan Åhrman och Magnus Åhrman tillsammans på en orgel till Skara domkyrka och H H Cahman var kontrollant.
Åhrman tros har varit mannen bakom det av Rudberus donerade 43-stämmiga orgelverket i Sankt Nicolai kyrka, Lidköping under 1680-talet.
Domkapitlet skrev den 14 december 1710 att Åhrman seniors ägodelar ligger kvar i Skara domkyrka.

### Familj
- Åhrmans hustru, död 24 april 1698  i Skara stadsförsamling, Skara och begravdes den 2 juni.[3]
  - Kristina Åhrman, gifte sig 1697 med Lars Lundbeck (1664–1740), komminister i Härlunda.
  - Århmans dotter, död 1717 i Lidköping,[4] gifte sig 1703 med Andreas Kollberg (-1725), komminister i Lidköping.

## Lista över orglar
| År         | Ursprunglig kyrka              | Stift      | Manualer | Pedal | Stämmor | Bevarad orgel/fasad | Övrigt                                                                                   |
| ---------- | ------------------------------ | ---------- | -------- | ----- | ------- | ------------------- | ---------------------------------------------------------------------------------------- |
| 1660       | Torsås kyrka                   | Kalmar     |          |       |         |                     | Orgelverket var omkring 1773 förlorad.                                                   |
| 1665       | Rumskulla kyrka                | Linköpings |          |       | 7       |                     |                                                                                          |
| 1670       | Mönsterås kyrka                | Kalmar     |          |       | 7       |                     | Orgeln kostade 850 daler. Senare Löts kyrka, Öland.                                      |
| 1671       | Tryserums kyrka                | Linköpings |          |       |         |                     |                                                                                          |
| 1672       | Ryssby kyrka.                  |            |          |       |         |                     |                                                                                          |
| 1672       | Åby kyrka                      | Kalmar     |          |       |         |                     | Orgeln kostade 550 daler kopparmynt. Den såldes 1749 till Bäckebo kyrka.                 |
| 1679       | Åseda kyrka                    | Växjö      |          |       | 8       |                     | En ny orgel byggdes 1753 av Sven Axtelius.                                               |
| 1680–1687  | Sankt Nicolai kyrka, Lidköping | Skara      |          |       |         |                     | Tillsammans med Jonas Rudberus.                                                          |
| 1691       | Marstrands kyrka               | Göteborgs  |          |       |         |                     |                                                                                          |
| 1693       | Kalmar domkyrka                | Kalmar     |          |       |         |                     | Ombyggd, senare flyttad till Gärdslösa kyrka.                                            |
| 1694       | Caroli kyrka, Borås            | Skara      |          |       |         | Nej/Nej             | En ny orgel byggdes 1719 av Johan Niclas Cahman. Sonen Johan Åhrman arbetade som gesäll. |
| 1696       | Stora Åby kyrka                | Linköpings |          |       | 7       |                     | Ett nytt orgelverk med 7 stämmor tillsammans med Johan Åhrman.                           |
| 1697       | Skara domkyrka                 | Skara      |          |       |         |                     | Tillsammans med sonen Johan Åhrman och Hans Henrich Cahman.                              |
| 1690-talet | S:t Pers kyrka, Vadstena       | Linköpings |          |       |         |                     | Senare Bo kyrka, Närke.                                                                  |
|            | Motala kyrka                   | Linköpings |          |       |         |                     |                                                                                          |
|            | Fagerhults kyrka               | Kalmar     |          |       |         |                     | Eventuellt byggd av sonen Johan Åhrman. En ny orgel byggdes av Lars Wahlberg.            |

### Reparationer och ombyggnationer
| År   | Ursprunglig kyrka | Stift  | Manualer | Pedal        | Stämmor | Bevarad orgel/fasad | Övrigt |
| ---- | ----------------- | ------ | -------- | ------------ | ------- | ------------------- | --- |
| 1668 | Högsby kyrka      | Kalmar |          | Självständig | 9       |                     | 1668 reparerade Åhrman orgeln med 9 stämmor för 500 daler. Orgeln utökades med Kvinta istället för täckt Regal. Den fick även en ny pedal med Basun 16'. Orgeln kom från Elbingen och skänktes till kyrkan av Bengt Bagge. |